# Astyanax brachypterygium
Astyanax brachypterygium är en fiskart som beskrevs av Vinicius Araújo Bertaco och Luiz R. Malabarba 2001. Astyanax brachypterygium ingår i släktet Astyanax och familjen Characidae. Inga underarter finns listade.